# كوري (وحدة)
كوري (بالفرنسية والإنجليزية: Curie) هي وحدة لنشاط مادة مشعة، وقد استخدمت تلك الوحدة حتى عام 1985 في الفيزياء النووية، ثم استبدلت بوحدة أصغر منها وهي ال بيكريل. تستعمل وحدة كوري حتى يومنا هذا أحيانا في مجال فحص المواد بالإشعاع.
وقد قدّر أصلا : 1 كوري يساوي النشاط الإشعاعي ل 1 جرام من الراديوم-226،
ثم اختير له عدد 37 جيجا بيكريل (أي 37 ألف مليون بيكريل) ويرمز لوحدة الكوري ب:
1 كوري = 1 Ci
أو:
3,7·1010 بيكريل (= 37 GBq) = واحد كوري
وقد سميت وحدة ال  كوري  على اسم العالمة البولندية الأصل ماري كوري وبيير كوري الذان حازا مع العالم الفرنسي هنري بيكريل على جائزة نوبل للفيزياء عام 1903 لاكتشافهم ظاهرة النشاط الإشعاعي.

## اقرأ أيضا
- راد (وحدة)
- زيفرت
- تحلل ألفا
- تحلل بيتا
- أشعة غاما